# ناگاتورو، سایتاما
ناگاتورو، سایتاما (به لاتین: Nagatoro, Saitama) یک منطقهٔ مسکونی در ژاپن است که در استان سایتاما واقع شده‌است. ناگاتورو ۳۰٫۴۳ کیلومترمربع مساحت و ۷٬۲۸۱ نفر جمعیت دارد.